# 戦え!ぼくらのヒーロー大集合
『戦え!ぼくらのヒーロー大集合』（たたかえ！ぼくらのヒーローだいしゅうごう）は、1976年5月15日（土曜日）の20:00 - 20:54（JST）にNET（現：テレビ朝日）系列で放送された特別番組である。

## 概要
「NET・東映制作」の特撮番組（カラー作品のみ）から、過去放送された5作品と当時放送中だった4作品の名場面集を集め、さらに放送中の『がんばれ!!ロボコン』のロボコンが子供たちを東映東京撮影所のスタジオに呼び、他の3作品のヒーローたちと共演する番組。
当時NETの土曜20時枠は、それまで放送されていたドラマが中断し、10月より再開する時代劇までのつなぎとして、正式名称なしの単発枠を編成していたが、当番組はその第1弾で、NETの過去・現在の特撮番組の名シーンを披露するものだった。

## 放送内容
まず『ジャイアントロボ』のフィルムを映し、ロボがBF団首領・ギロチン帝王と共に宇宙で爆発したところで、「悪は滅びない」というイメージのもと、『人造人間キカイダー』→『キカイダー01』→『イナズマン』→『イナズマンF』と、次々と過去のヒーローの活躍が映される。
そして『がんばれ!!ロボコン』のフィルムが映され、ロボコンの今までの失敗や活躍を見せると、ロボコンが「ロボット学校」の生徒ロボットたちと共にとある学校に現われ、子供たちを東映東京撮影所のスタジオに招く（このシーンは新録）。
そこへ当時放送中の3作品『秘密戦隊ゴレンジャー』・『アクマイザー3』・『ザ・カゲスター』のヒーロー計10名が登場し、それまでの活躍を披露する。最後は全ヒーローと子供たちが触れ合う姿とともにエンディングを迎える。
アイキャッチでは、全ヒーローのイラストが映し出された。
第1話のグレイサイキング戦を中心に編集された『キカイダー』の映像にバイオレットサザエ（第27話）・カイメングリーン（第27話 - 第29話）・アオデンキウナギ（第31話・第32話）が登場したり、『イナズマン』と『イナズマンF』のカットが混在したり、『ロボコン』の居候先が初期の大山家や放映当時の小川家になったりと、映像で本編との整合性は重視されていなかった。

## 紹介作品
- ジャイアントロボ
- 人造人間キカイダー
- キカイダー01
- イナズマン
- イナズマンF
- がんばれ!!ロボコン
- 秘密戦隊ゴレンジャー
- ザ・カゲスター
- アクマイザー3
  - 本番組は関西地区では朝日放送（現：朝日放送テレビ）で放送されたが、上記作品の初回放送は、『ジャイアントロボ』から『がんばれ!!ロボコン』途中まで毎日放送で行われていた（1975年3月31日にNET系列とTBS系列のネットチェンジが行われたため。ただし作品により再放送は朝日放送で行われたこともあった）。

## テーマ音楽
「平和の戦士サナギマン」（インストゥルメンタル）
作曲：渡辺宙明

## 出演者
- ロボコンの声：山本圭子
- 子供たち：東映児童研修所、劇団日本児童
- ナレーター：野田圭一

## スタッフ
- プロデューサー：落合兼武（NET）、平山亨、井上雅央
- 構成／演出：田口勝彦
- 制作：東映、NET

## 映像ソフト化
- 1985年に東映ビデオからビデオソフトとして『東映スーパーヒーロースペシャル 戦え!ぼくらのヒーロー大集合』（VHS）が発売&レンタルされたが、現在は廃版。DVD化はされていない。その代わり、2002年に同社から発売されたDVD「東映TV特撮主題歌大全集」（VOL.2）のボーナストラックに、当番組のOPとEDが収録されている[1]。
- ビデオの巻末には、それぞれの作品のOP映像が収録されていた[注 3]。